# 刘陶 (三国)
刘陶（？—255年），字季治，曹魏淮南郡成德（今安徽合肥西北）人，刘晔的幼子。
刘陶高才薄行，善於谈论纵横，被当时的人物所推重。曹爽当权时，为选部郎，曹爽亲信邓飏称他有伊吕之才。当时，刘陶对傅玄说：“仲尼不是圣人。怎么知道的呢？智者谋取国家；天下都是愚人，好像在掌中摆弄一丸，而不能得天下。”傅玄认为他说的不明白，不再细细的辩驳。对他说：“天下之质，变无常也。今见卿穷！”曹爽失败，刘陶退居里舍，于是道歉自己说的太过。毌丘俭起兵，大将军司马师问刘陶，刘陶回答迟疑。司马师大怒：“你平常和我议论天下事，但现在还不能一次過說完吗？”于是劉陶被司馬師任命为平原郡太守，不久被司馬師追殺。